# Graphania mutans
Graphania mutans är en fjärilsart som beskrevs av Walker 1857. Graphania mutans ingår i släktet Graphania och familjen nattflyn. Inga underarter finns listade i Catalogue of Life.

## Bildgalleri

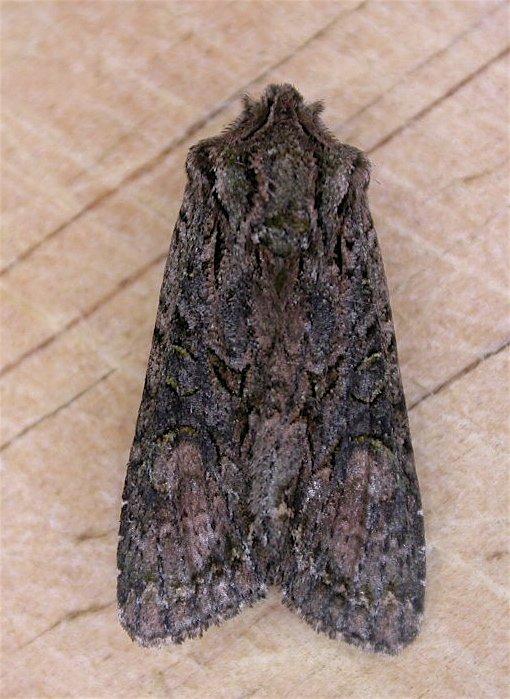